# Phare de Tossa
Le phare de Tossa est un phare situé dans la station balnéaire de Tossa de Mar, à l'extrémité sud de la Costa Brava , dans la Province de Gérone (Catalogne) en Espagne.
Il est classé Bien d'intérêt culturel à l'Inventaire du patrimoine architectural de Catalogne.
Il est géré par l'autorité portuaire du Port de Barcelone.

## Histoire
Ce projet de phare a été approuvé en 1904 de par la nécessité de construire un nouveau phare entre Calella et Palamós. Il a été définitivement approuvé le 6 août 1915 dans le cadre de la construction d'une route d'accès au site. Les travaux ont été achevés mi 1916, mais le système optique construit en Angleterre par Chance Brothers (en) a pris du retard à cause de la première guerre mondiale et n'a été livré qu'en 1917.
Le phare a été mis en service le 29 août 1917. En 1922, la lumière a été alimentée à l'acétylène et, en 1929 le phare a été relié au réseau électrique. Durant la guerre d'Espagne le phare est resté sous autorité militaire d'octobre 1936 à juin 1939. Puis il a subi quelques améliorations dans sa construction et dans son appareillage.
Il est situé sur le point culminant du cap de Tossa, au-dessus des remparts médiévaux de la ville. Le phare est une tour carrée de 4 m de haut, avec galerie terrasse et lanterne cylindrique, au centre d'un bâtiment quadrangulaire d'un seul étage de 15 mètres de large, peint en blanc avec des décors gris. Le bâtiment se trouve à l'intérieur du Centre d'interprétation des phares de la Méditerranée.
Identifiant : ARLHS : SPA051 ; ES-30910 - Amirauté : E0453 - NGA : 5896.
|                |
| Phare de Tossa |

|              |
| Cap de Tossa |

### Lien connexe
- Liste des phares d'Espagne